# 기독교 영화 산업
기독교 영화 산업은 기독교를 주제로 하거나 기독교적 교훈이 담긴 영화를 제작하는 기독교 미디어의 한 분야이다. 이 영화들은 종종 교단 간의 영화가 되기도 하지만, 특정 교단을 대상으로 하는 영화일 수도 있다.

## 기준
벤허, 십계, 이집트 왕자, 성의, 요크 상사, 블라인드 사이드, 일라이, 머신건 프리처, 부활, 핵소 고지, 사일런스와 같이 강한 기독교적 메시지나 성경적 이야기를 담은 인기 주류 스튜디오 영화들은 관객의 종교적 신념에 대해 더 불가지론적인 입장을 취하기 때문에 기독교 영화 산업에 특별히 포함되지는 않는다. 이 영화들은 일반적으로 훨씬 더 높은 예산, 제작 가치, 잘 알려진 영화 배우를 가지고 있으며, 영화 평론가들에게 더 호의적으로 평가받는다.
기독교 영화 산업의 많은 영화는 주로 기독교인 관객을 대상으로 독립 회사에서 공개적으로 신앙을 고백하는 기독교인들이 제작한다. 이는 셔우드 픽처스의 성공 이후 증가하고 있는데, 파이어프루프는 2008년 가장 높은 수익을 올린 독립 영화였다.

## 역사

### 시작

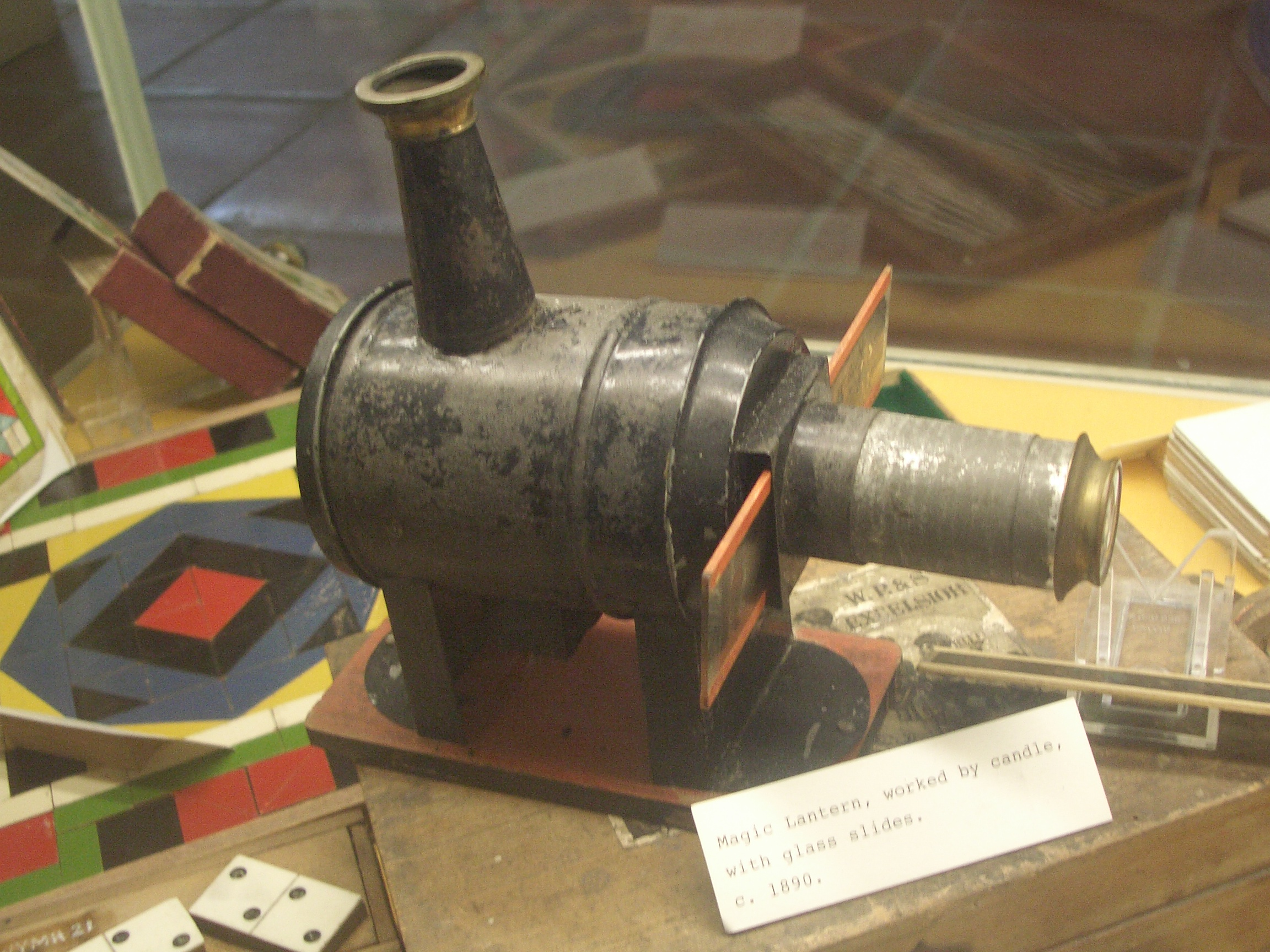
위먼드햄 박물관의 환등기.

가톨릭 사제 아타나시우스 키르허는 1680년 《대광명예술》을 출판하여 환등기를 홍보했다. 사제들과 프리메이슨들이 환등기를 사용하여 "추종자들에게 어둠과 깨달음의 힘을 모두 통제할 수 있는 능력을 설득"하고 금주 단체들이 환등기를 사용하여 알코올 의존증과 싸우면서 곧 논란이 뒤따랐다. 1800년대에는 데이비드 리빙스턴과 같은 선교사들이 환등기를 사용하여 아프리카에서 복음을 전했다.
수년에 걸쳐 많은 기독교인들이 자신들의 목적을 위해 영화를 활용하기 시작했다. 1899년, 구세군의 일원인 허버트 부스는 기독교를 위해 영화를 처음 사용했다고 주장했다.

### 20세기
1940년대에는 기독교 영화 자료실이 등장했다. 하비 W. 마크스는 1945년에 비주얼 에이드 센터를 설립했다. 1968년경 해리 브리스토우는 필라델피아 저먼타운 지역의 작은 극장에서 크리스천 시네마를 시작했고, 1970년대 초 이 사역은 앰블러 (펜실베이니아주)의 극장으로 이전했다. 크리스천 시네마는 기독교 영화만을 상영하는 영화관을 운영했지만 1990년대 중반에 문을 닫았다. 기독교 영화 자료실의 성장은 1974년 크리스천 영화 배급업자 협회(CFDA)의 설립으로 이어졌다. CFDA는 매년 기독교 영화 제작자와 배급업자를 위한 컨퍼런스를 개최하기 시작했다. 크리스천 영화 및 비디오 협회(구 크리스천 영화 배급 협회)는 "예수 그리스도를 찬양"하는 영화에 크라온 상을 수여했다.
스펜서 윌리엄스의 1941년 인종 영화 더 블러드 오브 지저스는 영화관과 흑인 교회에서 상영되었다. 이 영화는 텍사스주에서 5,000달러의 예산으로 제작되었다. 사후세계를 묘사하기 위해 윌리엄스는 1911년 이탈리아 영화인 지옥 (1911년 영화)의 장면을 사용했는데, 이 영화는 영혼이 천국으로 들어가는 모습을 묘사했고, 윌리엄스 외에도 아마추어 배우들과 영화의 복음 음악 악보를 불렀던 R. L. 로빈슨 목사의 헤븐리 합창단 단원들로 구성되었다. 이 영화의 상업적 성공으로 윌리엄스는 새크 어뮤즈먼트 엔터프라이즈를 위해 추가 장편 영화를 감독하고 각본을 쓸 수 있었는데, 여기에는 종교적 주제를 다룬 두 편의 영화인 《예수의 종 마틴 형제》(1942; 현재 유실 영화로 간주됨)와 《죽음을 맞이하다》(1944)가 포함되었다.
1971년 착취 영화 《If Footmen Tire You, What Will Horses Do?》는 1968년 1월 31일 미르틀 (미시시피주)의 캠프 자이언에서 에스터스 퍼클이 "보병이 너를 지치게 한다면, 말들은 무엇을 할까?"라는 제목으로 행한 설교를 바탕으로 했다. 이 설교는 인쇄본으로 배포되었고, 에스터스 W. 퍼클은 영화 제작자 론 오먼드와 첫 번째 협력으로 이 설교를 영화로 만들었다. 이 두 사람은 여러 편의 다른 영화(1974년의 《불타는 지옥》과 1977년의 《신자의 천국》)를 함께 만들었지만, 이 첫 번째 영화가 이 팀의 가장 잘 알려진 작품이다. 이 영화는 1970년대에 교회와 교회 캠프에 널리 배포되었다.

### 영화관 및 영화제
1941년 《위대한 계명》이 영화관에서 개봉된 이후로 많은 기독교 영화 제작자들이 극장 개봉을 추구하려고 노력했다. 월드 와이드 픽처스는 기독교 영화를 극장으로 가져오기 위해 교회들과 협력한 선구자였다. 게이트웨이 필름스(현재 Gateway Films/Vision Video)는 "세속 영화관에서 기독교 복음을 전달하기 위한 명시적인 목적"으로 설립되었으며 1972년에 《십자가와 칼》을 개봉했다. 1979년에는 예수 영화가 미국 전역의 극장에 나타났다. 루가의 복음서를 기반으로 한 이 영화는 크리스토퍼 포 크리스트에 의해 6백만 달러를 들여 제작되었다.
1993년, 톰 사브는 뉴햄프셔주 살렘에서 메리맥 밸리 기독교 영화제를 시작했다. 이 영화제는 매년 부활절 주간에 개최되며, 수천 명의 관객을 극장으로 끌어들여 기독교 영화를 무료로 관람하게 한다. 사브의 미국 기독교 영화제는 살리나스와 올랜도에서도 영화제를 개최했다. 1999년 10월, 샌프란시스코의 보이스 오브 오순절 교회는 제1회 WYSIWYG 영화제를 개최했다. 다른 기독교 영화제로는 샌 안토니오 독립 기독교 영화제, 168시간 영화 프로젝트, 그리고 구속 영화제가 있다.

### 최근 몇 년

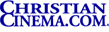
크리스천시네마닷컴은 기독교 관련 영화를 나열하는 웹사이트이다.

그 이후로 《오메가 코드》(1999), 《아마겟돈 (2001년 영화)》(2001), 《요나: 채소 이야기 영화》(2002), 《거인과 맞서다》(2006), 《궁극적인 선물》(2007), 《어메이징 그레이스》(2007), 십계 (2007년 영화)의 CGI 애니메이션 버전(2007), 《파이어프루프》(2008), 《조나단 스페리 이야기》(2009), 《생명을 구하다》(2010), 《설교자의 아이 (영화)》(2010), 《하나님께 보내는 편지》(2010), 《만약에 (2010년 영화)》(2010), 《은혜의 카드》(2011), 《커리지어스》(2011), 《10월 아기》(2012), 《마지막 용기의 순간》(2012), 《홈런 (영화)》(2013), 《은혜의 플러그 뽑힘》(2013), 《교회 여자와 사랑에 빠지다》(2013), 《신의 아들》(2014), 《신은 죽지 않았다》(2014), 《박해받는 자 (영화)》(2014), 《옛날식 (영화)》(2015), 《신을 믿습니까?》(2015), 《워 룸》(2015), 《가면 너머》(2015), 《나는 부끄럽지 않다》(2016), 《아이 캔 온리 이매진》(2018), 《브레이크스루》(2019), 《오버커머 (영화)》(2019) 등 많은 기독교 영화가 극장에 개봉되었다.
2006년에는 거의 50편의 기독교 신앙 영화가 제작되었다. 이 영화들은 평균 3,900만 달러의 수익을 올렸다. 할리우드 5대 메이저 스튜디오는 신앙 기반 및 가족 친화적 영화에 대한 증가하는 수요를 겨냥한 마케팅 부서를 설립했다. 무비가이드 발행인 테드 베어는 "이전에는 없었던 기독교 관객을 위한 경쟁이 지금 존재한다. 언젠가는 수평을 이룰 것이라고 생각했지만, 지금까지는 점점 더 커지고 있다. 상상했던 것 이상이다. 책, 음악, 영화에서 안정적으로 성장하고 있는 관객 중 하나는 기독교 관객이다"라고 말했다.
기독교 영화와 기독교 영화의 확산으로 파라블레스 TV, 콜로라도주 모뉴먼트에 본사를 둔 Exploration Films, FishFlix.com, 크리스천시네마닷컴 및 ChristianMovies.com과 같이 기독교 영화 및 가족 친화적 영화의 온라인 판매 및 배급에만 초점을 맞춘 많은 온라인 소매업체가 설립되었다. 파라블레스 TV는 스트리밍 및 선형 TV도 제공한다. 2013년, FishFlix.com은 털사 (오클라호마주)에 기독교 DVD 전용 DVD 매장을 처음으로 열었다.
2014년 영화 《신은 죽지 않았다》는 역대 가장 성공적인 독립 기독교 영화 중 하나이며 2015년 영화 《워 룸》은 박스오피스 1위 영화가 되었다.

## 아프리카의 기독교 영화

### 남아프리카 공화국
신앙 기반, 가족 가치 영화는 주로 기독교인 관객층 때문에 남아프리카 공화국에서 인기가 많으며, 여기에는 농부에서 설교자로 변신한 앵거스 부칸의 2006년 전기 영화 《감자 같은 믿음》이 포함된다.

### 나이지리아
나이지리아 기독교인들은 급성장하는 나이지리아 영화 산업인 놀리우드에 적극적으로 기여하고 있다. 기독교 영화는 나이지리아 영화의 약 20%를 차지한다. 독립 회사, 사역, 대형 교회들은 수백 편의 기독교 영화를 제작하며 스스로를 놀리우드의 대안으로 여긴다. 그럼에도 불구하고 그들은 주류 성공에 참여했으며 많은 영화가 국영 텔레비전 채널에 방영된다.
하나님의 구원받은 기독교 교회는 도브 스튜디오를 설립했는데, 이는 나이지리아에서 가장 큰 영화 스튜디오이자 배급사가 되었다. 2006년 4월 이전에 그들의 영화는 50,000장 이상이 팔렸다. 가스펠 영화제(GOFESTIVAL) 또한 나이지리아의 주요 영화 행사이다.

## 같이 보기
- 영화 속 성경
- 기독교 영화 데이터베이스
- 기독교 영화 목록
- 기독교 영화 제작사 목록
- 독립 영화
  - 인디우드

### 추가 자료
- Field, Alex (2004년 10월 31일). 《The Hollywood Project: A Look Into the Minds of the Makers of Spiritually》. Relevant Books. ISBN 0-9746942-1-5.
- Kintz, Linda; Julia Lesage (April 1998). 〈Chapter 7: The Emergence of Christian Video and the Cultivation of Videovangelism〉. 《Media, Culture, and the Religious Right》. 미네소타 대학교 출판부. ISBN 0-8166-3085-2.
- Bowen, Barry. 《A History of Christian Films》. 《Christian Headlines》. 2010년 7월 23일에 원본 문서에서 보존된 문서. 2009년 11월 21일에 확인함.
- Hess, Brian. 《A Brief History of Christian Films: 1918-2002》. 《A/V Geeks Educational Film Archive》. June  3, 2009에 원본 문서에서 보존된 문서. November 21, 2009에 확인함.
- Christiano, Rich (2005년 5월 8일). 《How to Finance and Distribute a Christian Film》. 《Audio CD》. ISBN 0975526472.
- Lindvall, Terry The Silents of God (Scarecrow Press, 2001)
- Lindvall, Terry Sanctuary Cinema (New York University Press, 2007)
- Lindvall, Terry and Andrew Quicke Celluloid Sermons: The Emergence of the Christian Film Industry, 1930–1986 (New York University Press, 2011)
- (프랑스어) Seguins Pazzis, Bruno de, Quand le christianisme fait son cinéma, Paris, Le Cerf, 2018, 502 p. ISBN 978-2-20411-8-767.
- Shen, Hsiang Yen, Cross-cultural effectiveness of Christian message films: Taiwanese responses to the concepts of God and Christianity in the film "Bruce Almighty",(ProQuest, 2010).